# Pałac Prymasowski (Skierniewice)
Pałac Prymasowski – zespół pałacowo-parkowy wybudowany w latach 1610–1619 w Skierniewicach. W XVIII wieku kilkakrotnie był przebudowywany i odnawiany. Ostateczny kształt pałac otrzymał w 1780 roku według projektu Efraima Schroegera. Dodano wtedy od wschodu dwie osie. Przerobiono fasadę i układ wnętrz. Dobudowano kaplicę i galerię. W XIX wieku pałac rozbudowano dodając mu cechy neorenesansowe, a swój późnobarokowy wygląd odzyskał podczas remontu w latach sześćdziesiątych XX wieku. Wnętrza są dobrze zachowane z różnorodnym detalem i dekoracją stiukową. Na uwagę zasługuje szczególnie kaplica oraz sala bilardowa z sufitem kasetonowym oraz plafonem autorstwa Antoniego Blanka przedstawiającym mitologiczną boginię świtu – Jutrzenkę (Aurorę).

W pałacu rezydowali arcybiskupi gnieźnieńscy. Ostatnim z nich był Ignacy Krasicki, który rezydował w pałacu na stałe, ale często odwiedzał Berlin i Poczdam.  Kolejnymi rezydentami po rozbiorach Polski byli marszałek Francji Ludwik Davout, Konstanty Pawłowicz Romanow z żoną Joanną Grudzińską, a następnie carowie Rosji, ich rodziny i goście..

Po odzyskaniu niepodległości Osada Pałacowa została przekazana Szkole Głównej Gospodarstwa Wiejskiego w Warszawie. Obecnie Pałac Prymasowski należy do Instytutu Ogrodnictwa w Skierniewicach.
Obecnie zarówno pałac jak i przylegające do niego ogrody, można zwiedzać. Najwięcej turystów zwiedza Pałac Prymasowski przez dwa dni w czasie Skierniewickiego Święta Kwiatów Owoców i Warzyw.

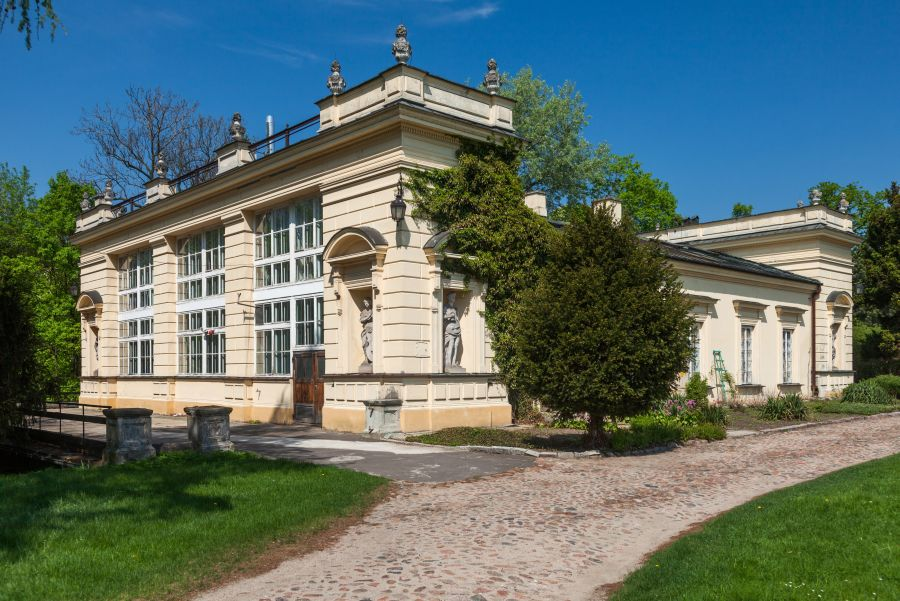
Zespół pałacowy – kuchnia
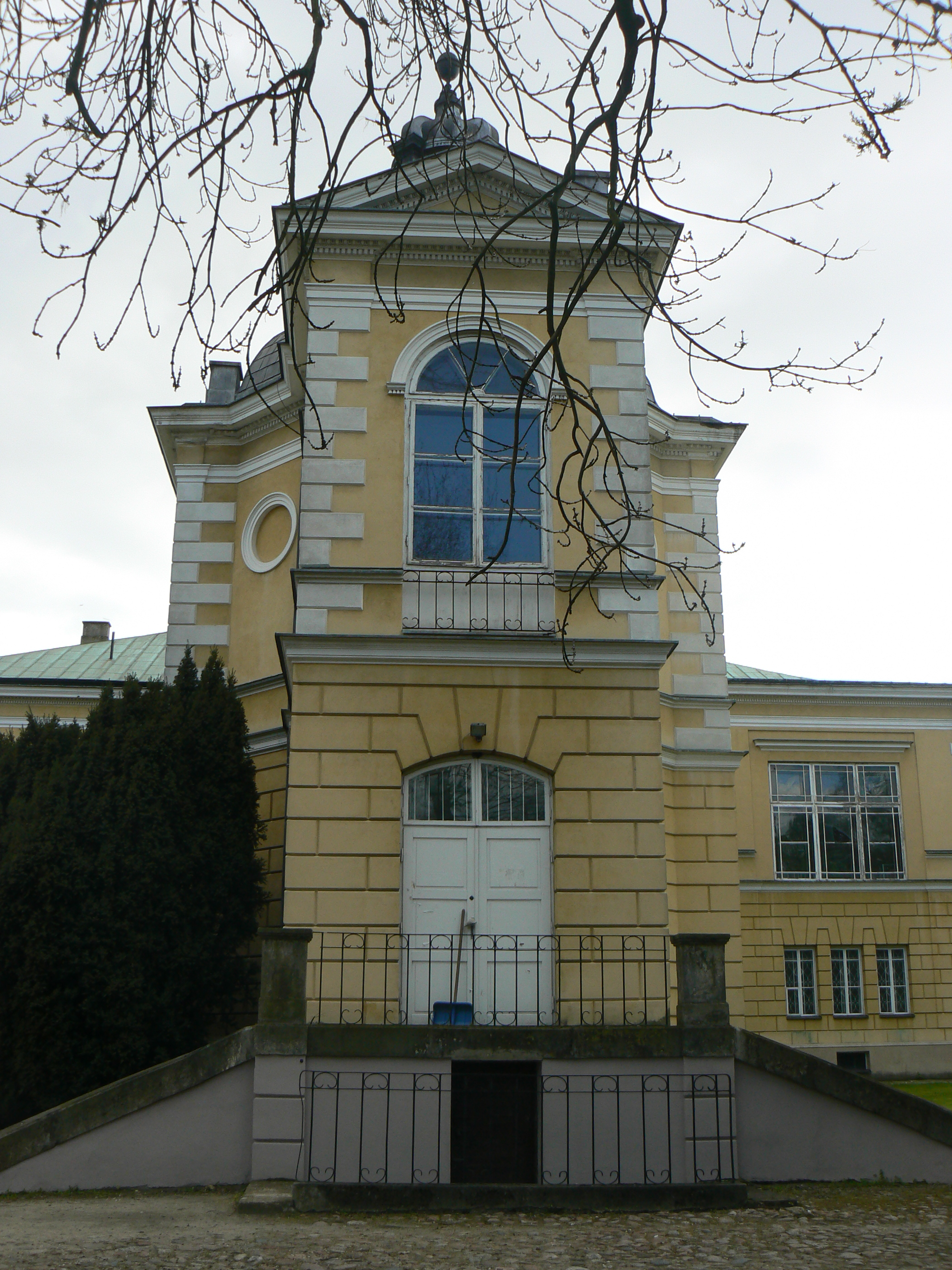
Fragment kaplicy przy dawnym Pałacu Prymasowskim w Skierniewicach (widok pałacu od strony parku miejskiego)
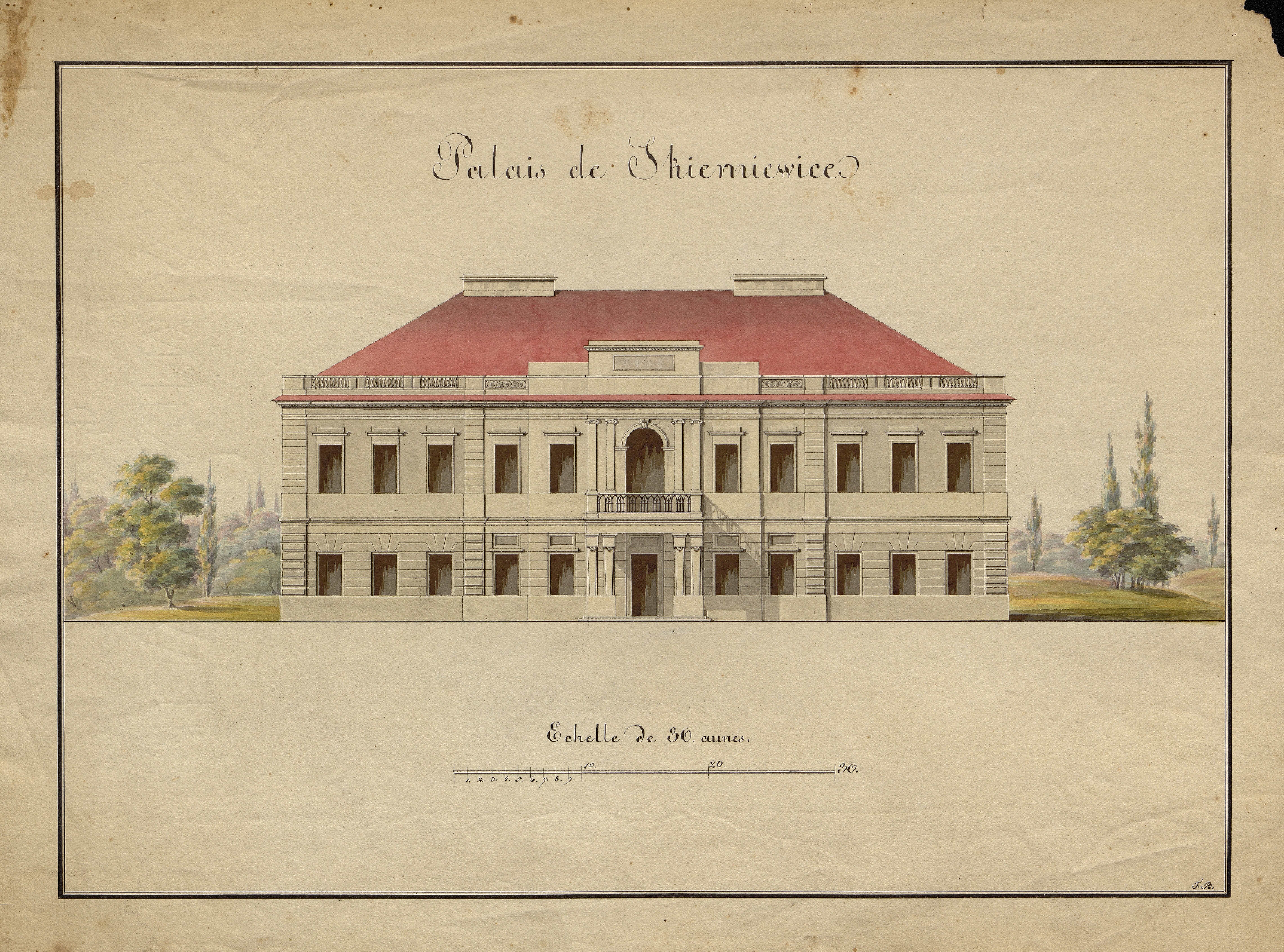
Pałac na grafice z 1825
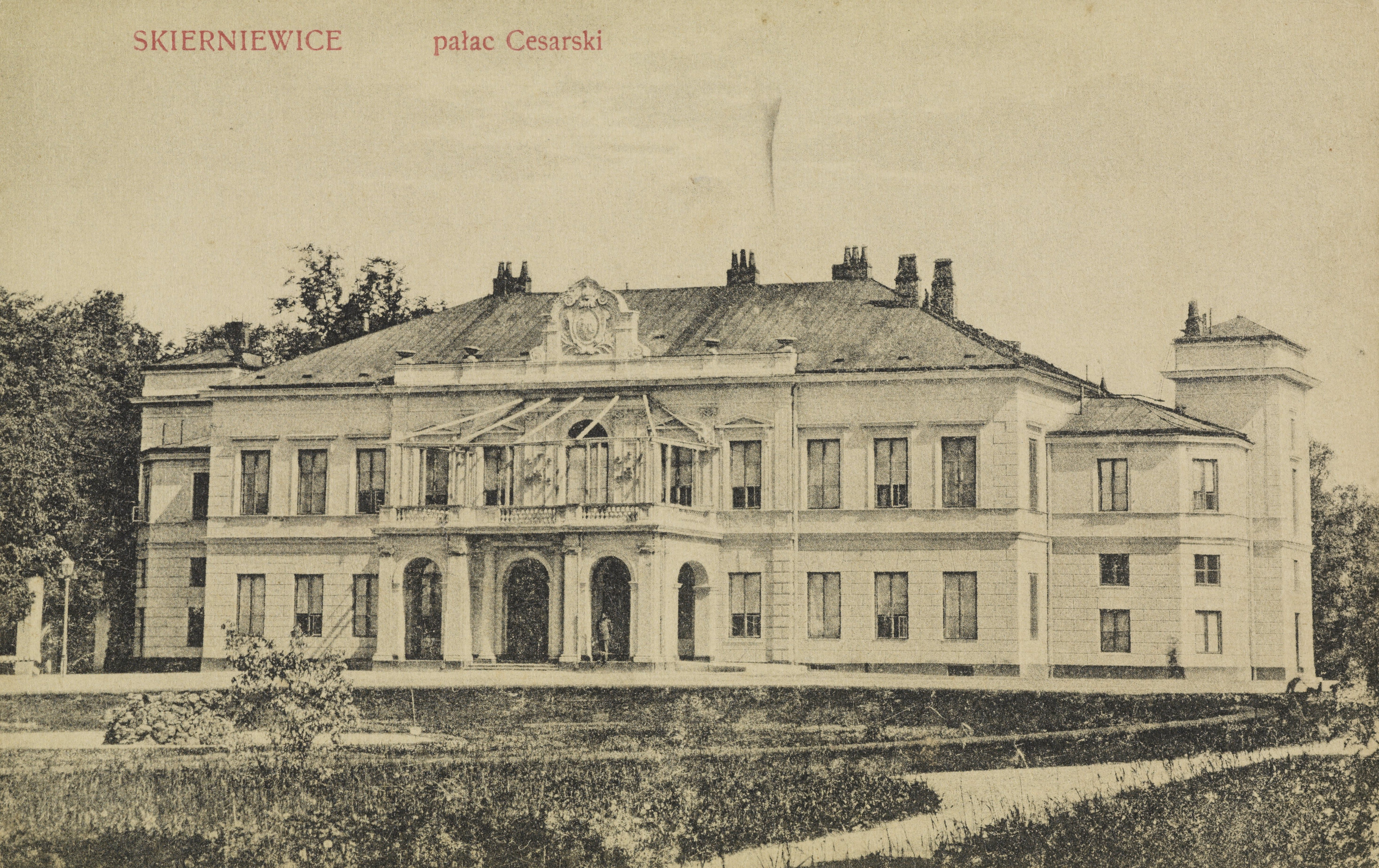
Pałac około 1910–1918